# ブラゴとシェリー・ベルモンド
ブラゴとシェリー・ベルモンドは、雷句誠の漫画『金色のガッシュ!!』および同作を原作としたテレビアニメ『金色のガッシュベル!!』の登場人物。

## ブラゴ
声 - 小嶋一成
- 本の色：黒
- 人間換算年齢：14歳
- 好きな食べ物：鯱、獣肉
- 趣味：強い者と戦うこと、ハイキング

魔界ではかなり名を知られた強い魔物。体は筋肉質である。黒い毛皮のような服を着ており、作者はガッシュと正反対のイメージでデザインしたとのこと。ガッシュ・清麿の最大のライバルであり、時には協力者となる存在。普段は冷静な性格で無表情。人間界へ来た当初は極めて粗暴で自己中心的であったが、シェリーとの旅を通じて成長し、王者の風格を備えていった。
重力を操る術はいずれも強力で、基礎的な腕力・体力・知力・精神力にも優れる。ティオ（アニメではウォンレイ）曰く魔物でブラゴを知らない者はおらず、王を決める戦いの優勝候補と目されており、魔王候補の中の8割は彼を恐れているという。腕は切断されても、くっ付けることで元に戻るらしい（アニメではフリガロに腕は切断されず、その設定はカットされている）。
人や魔物に対しては敬称略で呼ぶが、大半は「お前」「てめえ」「貴様」と呼ぶことが多い。
石版編ではガッシュたちの危機を救うタイミングで途中参戦。数十体に及ぶ千年前の魔物をシェリーとの連携で瞬く間に倒し、ゾフィスと対峙する。ゾフィスの策略で戦闘不能になったシェリーの精神的な支えとなり、ゾフィスの猛攻に耐え最終的には圧倒的な力で勝利。ゾフィスからシェリーの親友・ココを救い出した。
ファウード編ではナゾナゾ博士やバリーたちと合流して現れる。ブラゴ本人はガッシュたちと共にファウード内部で戦うことを望んだが、シェリーとナゾナゾ博士に説得されファウードの足止め役に専念した。その後ゼオンが所持していたファウードを操縦する「鍵たる石」が破壊された際、暴走するファウードの動きを止める役割も果たした。その後クリア編との繋ぎとなる、清麿のアホな夢でも「ブラゴ大将軍」という肩書と共に登場。にやけ顔かつ半裸姿でお手玉を披露するという本物のブラゴとはかけ離れた姿を見せ、清麿を唖然とさせた。
クリア・ノート編ではクリアと最初に戦ったが、クリアの消滅の術にまるで歯が立たず追い詰められる。しかしそこに現れたガッシュとアシュロンの助太刀により危機を救われ、クリアが撤退する際にはアシュロンをサポートし一矢報いる働きを見せた。その後デュフォーの指示の下地球上の磁場の強い場所での特訓を行い、自身の術の本質、根幹を理解する。ガッシュたちと協力して再びクリアに挑むも、完全体となったクリアに全く歯が立たず、シェリーを庇って意識を失うもガッシュの金色の本によるティオの力で意識を取り戻し、宇宙に行ったガッシュに本を通じて力を送った。
クリアを倒した後、最後に残ったガッシュと王の座を賭けて真剣勝負を行い、「バオウ・ザケルガ」と「シン・バベルガ・グラビドン」の激突の末敗れる。ガッシュを王と認め、魔界へ去る刹那にシェリーに最初で最後の感謝の言葉を言い残した。
アニメでは原作よりも先行して登場。最終回でモチノキ町の海岸に現れ、ゾフィスの時の借りとして暴走したファウードの動きを止めてガッシュを援護した。ラストシーンはガッシュとの一騎討ちという形で締めくくられた。

### 続編『ガッシュ2』について
シェリーの背丈を大きく超える筋肉質の巨漢となっている。呪文を使わないただのパンチであっても禁呪状態の相手の体を吹き飛ばす驚異的な怪力を有している。
ベリエル率いる敵対勢力が魔界をへの侵攻を始めた際、多くの精鋭から真っ先に襲われて死亡していた。しかし、ガッシュの力によって魂だけは存在しており、シェリーの逃げる手助けをし、清磨が奪い返したブラゴの術の瓶によってミイラの身体を借りて復活する。
ぶっきらぼうな性格は相変わらずであるが、他人の怪我を気遣い、重力の呪文の応用で怪我の手当てができるようになるなど精神面で大きな成長を遂げており、シェリーからも驚かれていた。

### 呪文
1. レイス
掌から重力弾を放つ。初期のころは「目に見えない力の固まりみたいなもの」と清麿に言われているが、その後は形状を目視できるようになっている。
2. グラビレイ
重圧をかけ、敵の身動きを封じる。
『2』では別の方向から重力をかけることが可能になっており、傷口付近の筋肉を圧迫して止血をするなど怪我の手当にも応用できるようになった。
3. ギガノ・レイス
「レイス」の強化版。掌から大きな重力弾を放つ。初期は「ギガノレイス」と表記されていた。
4. アイアン・グラビレイ
「グラビレイ」の強化版。一定範囲に強力な重圧をかける。密林などを荒地同様にし、重力場は任意で操ることが可能。
5. ディオガ・グラビドン
掌から多数の真空の鎌を伴った巨大な球状の重力弾を放つ。ファウード編までは「バベルガ・グラビドン」と双璧を為す最大級の術で、アニメでは威力においては「バベルガ・グラビドン」よりも上の最大術の模様。
6. ビドム・グラビレイ
任意の場所に強力な重圧をかける。空中の敵を落とすのに用いられる。
7. リオル・レイス
両手から螺旋状の重力の波動を放つ。
8. バベルガ・グラビドン
広範囲に超強力な重圧をかけ、範囲内の物を押し潰して底が見えないほどに地面を陥没させる。魔物数十体をまとめて叩き潰したり、ファウードを転ばせることが出来るほどの大穴を空けられる。アニメ版では高速移動をしたファウードを真っ向から転ばせた。
9. オルガ・レイス
両腕から重力の波動を螺旋状に絡ませて放つ。
10. ディボルド・ジー・グラビドン
大きな球の中に複数の重力球を作って空間ごと捻じ曲げ押し潰す。シェリー曰く「厳しい修行を経て習得した術」らしい。ガッシュとの最終対決でも使用したが、「エクセレス・ザケルガ」に相殺された。
11. ボルツ・グラビレイ
重力場を発生させ、敵を引きずり込んで攻撃する。自分自身を引き寄せ次の攻撃への連携を取ることも可能。
12. ニューボルツ・マ・グラビレイ
「ボルツ・グラビレイ」の強化版。ブラックホールのような桁外れに強力な重力場を敵の体の近くに作り出し相手を押し潰す。ガッシュとの最終対決でも使用した。
13. ニューボルツ・シン・グラビレイ
「ニューボルツ・マ・グラビレイ」の強化版で「シン」の術の一つ。強力な重力場を発生させ物体を押し潰す。この術で「ザレフェドーラ」の最後の巨大砲弾を軽々と粉砕した。
14. ザング・マレイス
手から重力の刃を湧き出させ、正面のものを切り裂く。この術でクリアの佇む巨大な岩の塔の根本を切り裂いた。
15. アム・グラナグル
両腕に重力のエネルギーを込めて強化する。
16. ベルド・グラビレイ
腕の動きに合わせて重力帯を出す。それにより術の力を重力により吸収し、吸い込みきれない分は斥力で弾く。
17. ディゴウ・グラビルク
ブラゴ自身を重力の力で強化する。クリアを蹴り飛ばすほどの威力。
18. クエアボルツ・グラビレイ
巨大な3つの四角形の重力の壁を出現させ、相手の術の速度を遅くする。支援に特化した術であり、肉体強化系と並んでクリア戦以前のブラゴにはなかった系統の術と言える。
19. シン・バベルガ・グラビドン
「バベルガ・グラビドン」の強化版で「シン」の術の一つ。ブラゴの最大呪文。「バベルガ・グラビドン」よりもさらに広範囲により強力な重圧をかける。本人曰く「わずかだが地球の自転の力を受け止めているような術」であり、地球そのものから力を借りることでブラゴ自身とシェリーの心の力だけでは発揮できないほどの凄まじい力を発揮できる。それゆえ反動も非常に大きいのだが、その威力はクリアの「シン・クリア・セウノウス」と互角以上。
20. グラビドン
ゲームオリジナル呪文。手から重力の壁を作り攻撃を防ぐ。または重力を発生させてそこに相手を引き込む。

## シェリー・ベルモンド
声 - 折笠富美子
- 誕生日：12月24日
- 年齢：18歳→19歳→34歳（2）
- 血液型：B型
- 身長：170cm
- 家族構成：母
- 趣味：お茶、ピアノ
- 好きな食べ物：紅茶、焼き魚
- 好きなタイプ：世渡りは不器用でも芯の強い人

ブラゴの本の持ち主で、ガッシュ・清麿ペアのライバル。フランスの名門「ベルモンド家」の令嬢。縦ロールにしたロングヘアの金髪と常に着ているドレスが特徴の女性 。
幼少時代は母に施された過酷な英才教育により地獄の苦しみを味わった挙句、母に「生まれてこなければよかった」との言葉を浴びせられ、川に飛び込んで自殺しようとしたが、ココに救われた。親友・ココに大学の合格を知らせようとココの家に訪れるが、ココがゾフィスに心を邪悪に歪められてしまい、絶望に陥ってしまう。ゾフィスの「ラドム」を喰らわされそうになったところをブラゴが自ら盾となる形で現れ、ココを救うことを決意する。
魔物の戦いに身を投じたことからも判る、岩のように強固な信念を持っている一方、ブラゴの無愛想な態度に度々怒ったり、デュフォーに「お前、頭が悪いな」と言われた際には怒る素振りを見せたりとやや子供っぽい一面もある。当初、ガッシュのことは「赤い本の子」と呼んでいたが共闘するようになってからは名前で呼ぶようになる。
幼少時からの教育で各種の体術を習得し、加えてゾフィスと対決するにあたってブラゴからの特訓を受けた結果、並の魔物相手なら一人でも互角に戦えるまで成長し、パートナーになった人間の中ではトップクラスの戦闘能力を持つ。武器として宝石のような錘のついたフレイル（2度目のクリア戦では鉄球）を使用し、ブラゴの援護として活躍することもしばしばある。訓練後は大きな術を数発使えるほどに心の力も高まっている。眼光は鋭く、キッドから「ブラゴより怖い」と評された。
人や魔物に対しては敬称略で呼んでおり、ナゾナゾ博士に対しては「紳士殿（ムッシュ）」と呼び、敬語で接している。
作中では薄紫色のドレス（石版編以降では白色）とブーツを着用している。両手の薬指には10歳の誕生日にココから貰った木製の指輪をはめている。
一刻も早く魔物の戦いを終わらせようと世界中を回っている。遠く日本の高嶺邸にまで訪れ、ブラゴと共に清麿とガッシュに襲い掛かったが、ボロボロになりながらも一矢報いた二人の素質を認め、止めを刺さずに立ち去った。
石版編では途中から参戦。千年前の魔物をブラゴと共に一掃した後、宿敵ゾフィスに決戦を挑む。ゾフィスの操るココの言葉の暗示に戦意喪失し窮地に陥るが、ブラゴに叱咤されココの本意を見抜いて戦意を取り戻し、ゾフィスを倒してココの救出に成功。その後、ブラゴのために戦い彼を王にすることを誓う。
ガッシュとの最後の戦いでは「ブラゴを必ず王に」との想いを胸に完璧な指示をブラゴに与えたが、最後の「シン・バベルガ・グラビドン」がガッシュの「バオウ・ザケルガ」に破られ敗北。「バオウ」が降りかかる中、最後にブラゴから感謝の言葉をかけられ、彼と手を繋いだ。

### 続編「ガッシュ2」について
結婚をしており、旦那のクロード、息子のジャンとニコラ、末娘のフローラと豪邸で暮らしている。子供達には自身同様に習い事をさせており、敵対勢力が2組で攻めてくるも1人で子供たちを守るために生身で立ち向かった。